# وهسودان بن محمد
وهسودان بن محمد فرزند محمد بن مسافر و بنیانگذار شاخهٔ دیلم از حکومت سالاریان بود. وی و برادرش مرزبان بن محمد علیه پدر توطئه کرده و پس دستگیری پدر، وهسودان در دیلم بر تخت نشست و برادرش راهی آذربایجان شد و شاخهٔ آران و آذربایجان و ارمنستان را بنیان‌گذاری کرد. وهسودان بن محمد در تارم با آنکه حریف قدرتمندی مانند رکن‌الدوله بویه در برابر خود داشت، با قدرت حکمرانی می‌کرد و به زنجان، ابهر، سهرورد و همچنین به بخشی از قزوین نیز دست یافت و اقدام به ساخت چندین قلعه جدید نمود. پس از مرگ مرزبان در سال ۳۴۶ ه‍.ق، میانه وهسودان با پسران مرزبان به دشمنی و تیرگی کشید تا این که در ۳۴۹ ه‍.ق جستان و ناصر دو پسر مرزبان را به فریبکاری به تارم آورد و بعد از دستگیری به قتل رساند. وهسودان سپس فرزند خود اسماعیل را با سپاهی انبوه به آذربایجان فرستاد و ابراهیم، پسر دیگر مرزبان، را از آنجا بیرون کرد در این جریانات حسن کوچک‌ترین پسر مرزبان نیز به همدان گریخت، وی پس از بیرون راندن ابراهیم حکمرانی آذربایجان را بدست گرفت و پس از مدتی درگذشت.